# Whistleblower
En whistleblower (da.: "fløjteblæser") er en betegnelse for en person, der oplyser om kritisable eller ulovlige forhold i selskaber, organisationer eller offentlige institutioner, hvor den pågældende er involveret. Det er normalt kendetegnet for en whistleblower, at vedkommende i kraft af sit ansættelsesforhold eller lignende er underlagt tavshedspligt dvs. en loyalitetspligt, som vedkommende tilsidesætter til fordel for ytringsfriheden. Ofte risikerer en whistleblower både job, anseelse og privatliv for at handle samvittighedsfuldt.
Betegnelsen whistleblower er engelsk og stammer fra den praksis, der udøves af engelske bobbies (politimænd), som blæser i fløjten når de observerer en lovovertrædelse eller andre uhensigtsmæssigheder. Lyden fra fløjten er et signal til såvel lovovertræderen som offentligheden.
Juridisk befinder en whistleblower sig ofte i et lovgivningsmæssigt gråzoneområde mellem loyalitet mod arbejdsgiver eller lignende - og et ansvar i henhold til ytringsfriheden. Da en whistleblower ofte offentliggør fortrolige oplysninger, vil det ofte være whistlebloweren, der står med bevisbyrden, mens modparten ofte er store organisationer eller virksomheder, ja, ligefrem nationer med omfattende juridisk opbakning. Derfor har pressens indflydelse ofte været udslaggivende for såvel budskabets gennemslagskraft i offentligheden som under juridiske behandling, herunder evt. også en behandling inden for retssystemet.

## Retsregler
Tidligere var begrebet dækket af Lov om finansiel virksomhed (LBK nr 182 af 18/02/2015
Folketinget vedtog den 24. juni 2021 lov nr. 1436 om beskyttelse af whistleblowere, også kaldet 
whistleblowerloven,  som  gennemfører Europa-Parlamentets og Rådets direktiv (EU) 2019/1937 af 23. oktober 2019 om beskyttelse af personer, der indberetter overtrædelser af EU-retten Whistleblowerloven stiller bl.a. krav om, at der etableres whistleblowerordninger på alle private og offentlige arbejdspladser med 50 eller flere ansatte. Loven træder i kraft den 17. december 2021, dog således at forpligtelsen til at etablere whistleblowerordninger for arbejdspladser i den private sektor med mellem 50 og 249 ansatte først indtræder den 17. december 2023.

## Kendte whistleblowers
- Den kinesiske læge Li Wenliang døde selv af den virusepidemi han advarede imod i 2019.[5]
- Howard Wilkinson afslørede oplysninger om alvorlige brud på reglerne om hvidvask i Danske Bank i bankens filial i Estland. En sag, der er blevet kaldt en af de største erhvervsskandaler i Danmarkshistorien og også en af de største hvidvaskningsskandaler i verdenshistorien.[6]
- Michael Soussan afslørede omfattende bestikkelse og svindel i FN-programmet Olie-for-mad-programmet, der tillod Saddam Hussein at sælge olie. Afsløringen skete bl.a. i en bog som filmatiseres af Per Fly: Backstabbing for beginners.[7]
- Folketingets ombudsmand Hans Gammeltoft-Hansen var Nils Ufers kilde der startede Tamilsagen[8] .
- Frank Grevil dansk efterretningsagent gik til offentligheden med fortroligt stemplede dokumenter fra Forsvarets Efterretningstjeneste.[9]. Dokumenterne viste, at FE var væsentlig mere forsigtig i sin vurdering af Iraks masseødelæggelsesvåben, end den danske regering tog FE til indtægt for.
- Kontorchef Ole Christiansen anmeldte 'Center for Job og Formidling' i Københavns Kommune til ombudsmanden, for ulovligt at have modtaget statsstøtte i Farvergade-sagen.[10]
- Kontorchef Michael Bjørn Hansen skrev i 2010[11] til daværende skatteminister Troels Lund Poulsen, hvor han anklagede en del af Skattevæsnets ansatte for overtrædelse af straffelovens §144[12] (bestikkelsesbestemmelsen).
- Laborant Dorte Jensen gjorde i 2011 Miljøstyrelsen opmærksom på, hvordan olieprøver foretages hos Mærsk Olie og Gas, hvorefter Miljøstyrelsen sender oplysningerne videre til Mærsk.[13]
- Mordechai Vanunu, tidligere israelsk atomtekniker gjorde Israels udvikling og besiddelse af kernevåben kendt for almenheden i 1986.
- Jeffrey Wigand, amerikansk kemiker og tidligere vicepræsident for forskning og udvikling hos tobaksfabrikanten Brown & Williamson afslørede den amerikanske tobaksindustri.
- William Mark Felt, også kendt som "Deep Throat", den hemmelige kilde som førte til oprulning af Watergate-skandalen.
- Arpad Pusztai også kendt som "Kartoffel-doktoren", se Pusztai-sagen om gensplejsede fødemidler.
- Edward Snowden lækkede oplysninger om massive amerikanske efterretningsprogrammer til avisen The Guardian
- Anders Kærgaard dansk officer trådte i 2012 frem med beviser for overgreb mod civile i Irak.[14]
- Kenneth Møller afslørede tyveri fra sin arbejdsplads genbrugspladsen Over Kæret i Aalborg 2012 og blev efterfølgende opsagt.[15]
- Anders Weirup afdækkede milliardsvindel i Nordisk Fjer i 1990.[16]

## ’Det store skattelæk’
Fra det panamanske advokatfirma Mossack Fonseca har en ukendt whistleblower i 2014-2015 lækket 4.8 millionet emails, 3 millioner datafiler og 2.1 millioner PDF’er der beskriver, hvordan firmaets kunder har oprettet skuffeselskaber og derved har undraget sig beskatning. Lækket udgør på 2,6 terabyte det hidtil største datalæk i historien og blev offentliggjort globalt d. 3. april 2016. Store banker er involveret, bl.a. HSBC og Nordea. Af de involverede nævnes sportsfolk (bl.a. Brian Steen Nielsen og Marc Rieper), kendte, forretningsfolk og statsledere (bl.a. Vladimir Putin og Islands premierminister Sigmundur Davíð Gunnlaugsson).

## Fra sportens verden
- Rui Pinto også kendt som Mr. Football Leaks.[19][20]
- Tyler Hamilton udgav i 2012 bogen "The Secret Race" om doping i cykelsporten.
- Michel Zen-Ruffinen offentliggjorde i 2002 en rapport om bestikkelse i FIFA.
- Christer Ahl fortalte i 2009 om aftalt spil i en olympisk kvalifikationskamp og bestikkelse af Hassan Moustafa,  IHF-præsident.
- Phaedra Almajid fortalte om bestikkelse af tre afrikanske medlemmer af Fifas eksekutivkomite.
- Vitalij Stepanov og Julia Stepanov afslørede 2014 doping i russisk atletik.

## Eksterne referencer
1. ↑  Bekendtgørelse af lov om finansiel virksomhed.
2. ↑  Lov om beskyttelse af whistleblowere på retsinformation.dk hentet 6. juli 2022
3. ↑  RESUMÉ AF: Direktiv (EU) 2019/1937 om beskyttelse af personer, der indberetter overtrædelser af EU-retten på eur-lex.europa.eu hentet 6. juli 2022
4. ↑  Vejledning om whistleblowerordninger på offentlige arbejdspladser justitsministeriet.dk hentet 6. juli 2022
5. ↑  Widespread Outcry in China Over Death of Coronavirus Doctor. New York Times 2020
6. ↑  Danske Bank whistleblower says his warnings went unheeded. Business News 2018
7. ↑  Danske Michael afslørede verdens største svindelnummer. Berlingske Kultur 2015
8. ↑  Tøger Seidenfaden (2011-06-11). "Åbenmundet ombudsmand satte gang tamilsagen". Politiken. Hentet 2011-06-12.
9. ↑  Berlingske Statsadvokaten rejser tiltale mod Frank Grevil (Webside ikke længere tilgængelig)
10. ↑  Berlingske »Jeg ønsker sandheden skal frem«, Farvergade-sagen
11. ↑  epn.dk: Insider advarer om bestikkelse i Skat Arkiveret 27. marts 2010 hos  Wayback Machine
12. ↑  Retsinformation Straffeloven §144
13. ↑  Politiken Whistleblower: Jeg følte mig bondefanget
14. ↑  Efterretningsofficer: Jeg svigtede mine idealer - Politiken.dk
15. ↑  Whistleblower fyret - Nordjyske
16. ↑  Whistlebloweren, der fældede Nordisk Fjer, Berlingske Tidende
17. ↑  How Reporters Pulled Off the Panama Papers, the Biggest Leak in Whistleblower History. Wired.com
18. ↑  Verdensledere og superstjerner afsløret i brug af skattely. Dk.dk
19. ↑  Interview with Football Leaks Whistleblower Pinto 'This Football Mafia Is Everywhere' Spiegel 2019
20. ↑  Demaskeringen af Mr. Football Leaks. Moderne Tider Dagbladet Information 23. marts 2019

## Eksterne links
- etik-tjek: Udvid den åbne virksomhedskultur med whistleblowing – viden og redskaber til udvikling af etisk praksis vedr. ytringsfrihed og whistleblowing, udarbejdet af Arbejdsmarkeds-Etisk Råd og studiegruppen Polymikks fra Syddansk Universitet(Folder, pdf-fil)
- Whistleblowers Arkiveret 21. februar 2011 hos  Wayback Machine Links om fænomenet whistleblowers og de kendeste sager (Modkraft.dk)